# Champ de Mars
Champ de Mars je najveća javna zelena površina u Parizu, nalazi se u 7 arondismanu, između Eiffelovog tornja na sjeverozapadu i
École Militaire (Vojna škola) na jugoistoku. Park je nazvan po uzoru na rimski Campus Martius, što znači Poljana Marsa (Mars bog rata), nazvan je tako jer je ispočetka služio za obuku vojnika.

## Vanjske povezice
- Parisinfo: Parc du Champ de Mars